# جنبش آزادی تایلندی
جنبش آزادی تایلندی (تایلندی: เสรีไทย) یک جنبش مقاومت زیرزمینی تایلند علیه امپراتوری ژاپن در طول جنگ جهانی دوم بود. این جنبش منبع مهمی از اطلاعات نظامی برای متفقین جنگ جهانی دوم در منطقه بود.